# Eleccions legislatives turques de 1957

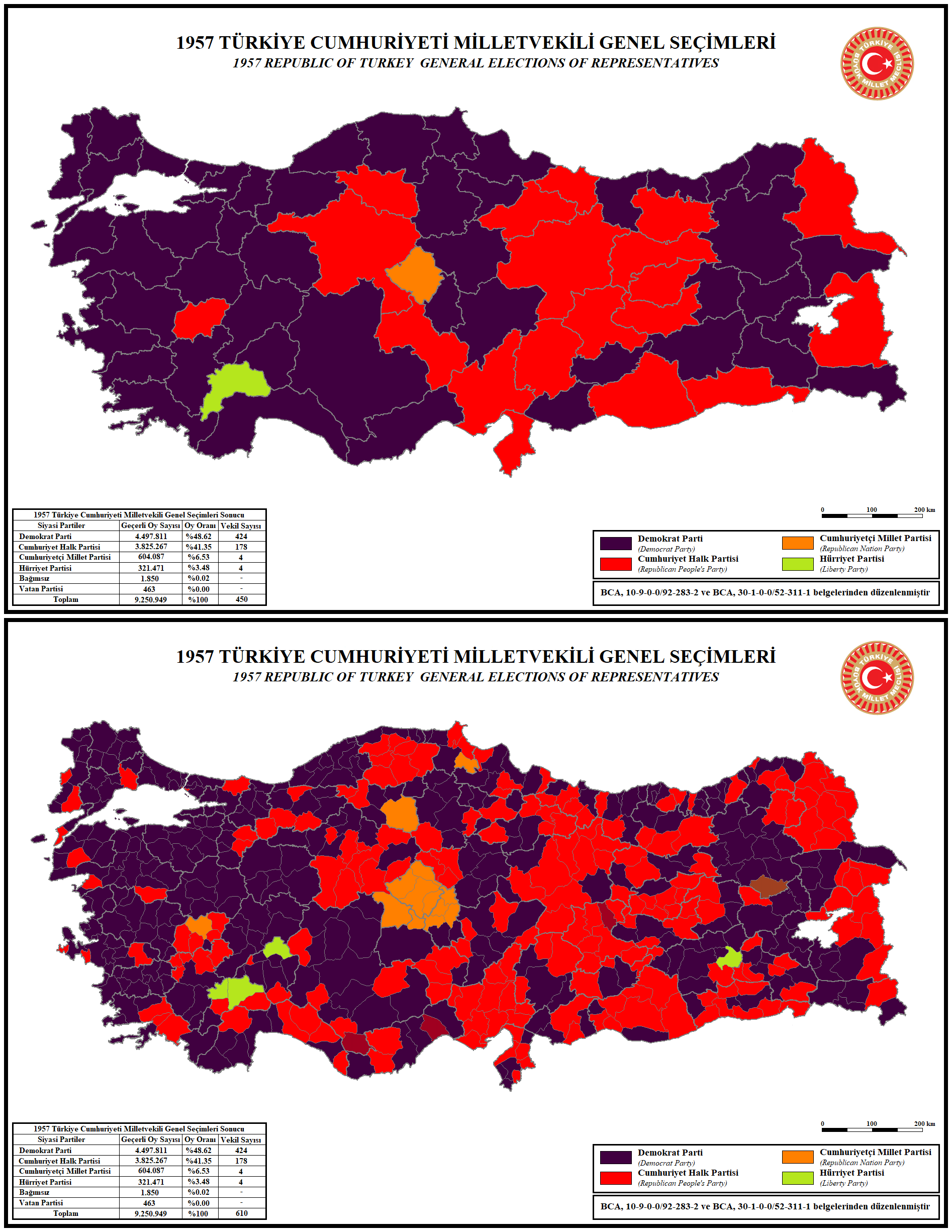

Les eleccions legislatives turques de 1957 se celebraren el 15 d'octubre de 1957 per a escollit els 610 diputats de la Gran Assemblea Nacional de Turquia. El Partit Demòcrata va guanyar per una majoria aclaparadora i el seu cap Adnan Menderes fou nomenat primer ministre de Turquia. Nogensmenys, cada cop era més impopular entre intel·lectuals i militars, que veien en perill les reformes d'Atatürk, i provocaren el cop d'estat de 1960 a Turquia.
[[Fitxer:1957_Türkiye_Milletvekili_Genel_Seçimleri_İl_Sonuçları.png]]

## Resultats
Resultats de les eleccions a l'Assemblea de Turquia de 15 d'octubre de 1957.
| Partits                                                     | Vots       | Vots   | Vots | Escons | Escons |
| Partits                                                     | No.        | %      | +− % | No.    | +−     |
| ----------------------------------------------------------- | ---------- | ------ | ---- | ------ | ------ |
| Partit Demòcrata (Demokrat Partisi)                         | 4.372.621  | 47,88  |      | 424    |        |
| Partit Republicà del Poble (Cumhuriyet Halk Partisi)        | 3.753.136  | 41,09  |      | 178    |        |
| Partit Republicà de la Nació (Cumhuriyetçi Millet Partisi)  | 652.064    | 7,14   |      | 4      |        |
| Partit de la Llibertat (Hürriyet Partisi)                   | 350.897    | 3,84   |      | 4      |        |
| Independents                                                | 4.994      | 0,05   |      | 0      |        |
| Vots vàlids                                                 | 9.127.580  | 100.00 |      | 610    |        |
| Vots nuls                                                   |            |        |      |        |        |
| Electorat                                                   | 12.078.623 |        |      |        |        |
| Participació                                                | 76,61%     |        |      |        |        |
| - Fonts: belgenet.net Arxivat 2009-02-09 a Wayback Machine. |            |        |      |        |        |